# Claire Salomon-Bayet
Claire Salomon-Bayet, nascida em 1932, é uma filósofa, professora emérita na Sorbonne, especialista em Jean-Jacques Rousseau, Louis Pasteur e Antoine-Augustin Cournot.